# 白鳥調べ

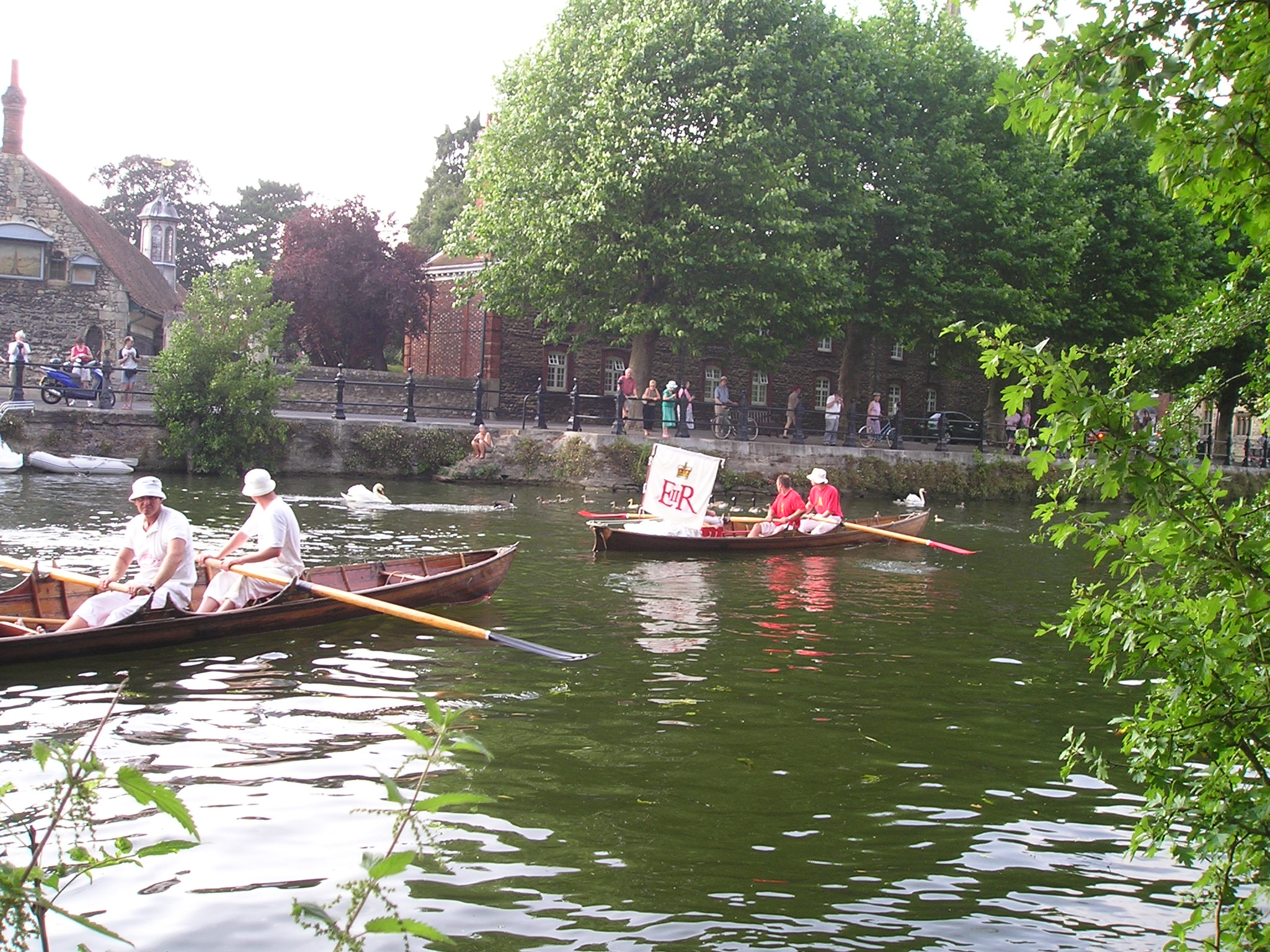
2006年の白鳥調べ

白鳥調べ（Swan upping）とはイギリスのテムズ川で毎年7月行われる白鳥（コブハクチョウ）の個体数調査である。

## 歴史

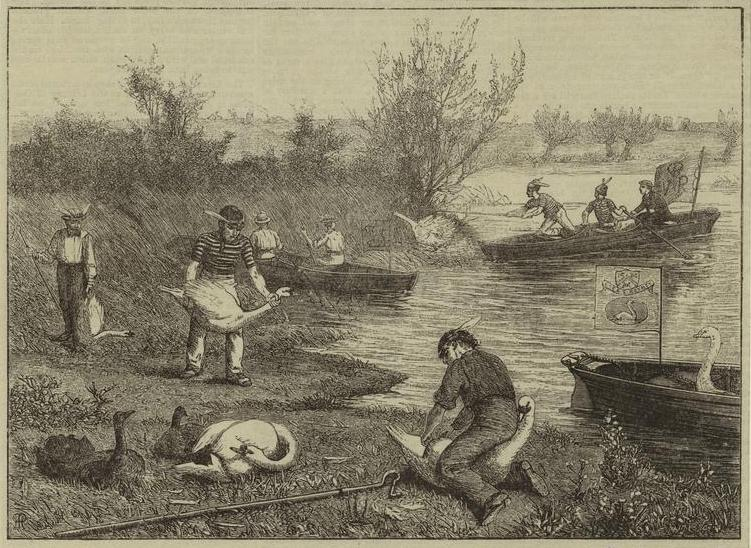
1875年に描かれた白鳥調べの様子

12世紀、白鳥はイギリス王室の象徴であると同時に食料として扱われており、第三者が白鳥を所有するには「白鳥マーク」を政府から購入する必要があった。これに関連して、マークのついていない白鳥はすべて王室のものとする宣言が出された。以上のことから、白鳥調べが行われるようになった。
白鳥が食料とみなされなくなった後も、15世紀には葡萄酒商同業組合と染色工組合という2つのギルドが「白鳥マーク」を購入したほか、白鳥調べも自然保護などの意味合いで継続された。